# کوووزبولاق
کووزبولاق (به ترکی آذربایجانی: Kövüzbulaq) یک منطقه مسکونی در جمهوری آذربایجان است که در شهرستان جلیل‌آباد واقع شده است. 